# حكومة حمداني
حكومة حمداني حكومة جزائرية تقلدت السلطة في الفترة الممتدة من 15 ديسمبر 1998 إلى غاية 23 ديسمبر 1999

## رئيس الحكومة
رئيس الحكومة هو إسماعيل حمداني.

## الطاقم الوزاري
- أحمد عطاف، وزير الشؤون الخارجية
- مكامشة الغوتي، وزير العدل
- عبد المالك سلال، وزير الداخلية والجماعات المحلية
- عبد الكريم حرشاوي، وزير المالية
- يوسف يوسفي، وزير الطاقة والمناجم
- عبد الرحمن بلعياط، وزير التجهيز والتهيئة العمرانية
- عبد المجيد مناصرة، وزير الصناعة وإعادة الهيكلة
- السعيد عبادو، وزير المجاهدين
- أبو بكر بن بوزيد ،وزير التربية الوطنية
- عمار تو، وزير التعليم العالي والبحث العلمي
- أبو جرة سلطاني ، وزير المؤسسات الصغيرة والمتوسطة
- يحي قيدوم، وزير الصحة والسكان
- حسان العسكري، وزير العمل والحماية الاجتماعية والتكوين المهني
- بن علية بلحواجب، وزير الفلاحة والصيد البحري
- عبد القادر بن قرينة، وزير السياحة والصناعة التقليدية
- محند الصالح يويو، وزير البريد والمواصلات
- بو عبد الله غلام الله ،وزير الشؤون الدينية
- عبد القادر بونكراف، وزير السكن
- سيد احمد بوليل، وزير النقل
- بختي بلعايب، وزير التجارة
- ربيعة مشرنن، وزيرة التضامن الوطني والعائلة
- محمد عزيز درواز، وزير الشباب والرياضة
- عبد العزيز رحابي، وزير الاتصال والثقافة، الناطق الرسمي للحكومة
- محمد كشود، وزير مكلف بالعلاقات مع البرلمان
- شريف رحماني، وزير منتدب لدى رئيس الحكومة، مكلّف بمحافظة الجزائر الكبرى
- عمار زقرار، وزير لدى رئيس الحكومة
- عبد القادر طافر، وزير لدى رئيس الحكومة
- علي براهيتي، وزير منتدب لدى وزير المالية، مكلف بالميزانية
- أحمد نوي، وزير منتدب لدى رئيس الحكومة، مكلف بالإصلاح الإداري والوظيف العمومي
- لحسن موساوي، وزير منتدب لدى وزير الشؤون الخارجية، مكلف بالشؤون المغاربية
- تيجيني صلاونجي، وزير منتدب لدى وزير الشؤون الخارجية، مكلف بالجالية الوطنية بالخارج
- عبد القادر حميتو، كاتب الدولة لدى وزير الفلاحة والصيد البحري، مكلف بالصيد البحري
- يونس كريم، كاتب الدولة لدى وزير العمل والحماية الاجتماعية والتكوين المهني، مكلف بالتكوين المهني
- زهية بن عروس، كاتبة الدولة لدى وزير الاتصال والثقافة، مكلفة بالثقافة
- بشير عمرات، كاتب الدولة لدى وزير الداخلية والجماعات المحلي، مكلف بالبيئة
- أحمد لامة، كاتب الدولة لدى وزير التجهيز والتهيئة العمرانية، مكلف بالتنمية الريفية
- أحمد بن سليمان، كاتب الدولة لدى وزير السكن، مكلف بالعمران
- محمد نورة، كاتب الدولة لدى وزير السياحة والصناعة التقليدية، مكلف بالصناعة التقليدية